# Институт исследования селекции растений Общества Макса Планка
Институт исследования селекции растений Общества Макса Планка (нем. Das Max-Planck-Institut für Pflanzenzüchtungsforschung MPIPZ) — научно-исследовательское учреждение в Европейском Союзе.
Институт основан в Кельне. До 30 ноября 2009 года он носил название «Немецкий исследовательский институт в области молекулярной биологии растений». Учреждение является частью Общества Макса Планка. В институте работает около 350 человек. Институт проводит фундаментальные молекулярные исследования растений с целью разработки эффективных методов селекции и экологически безопасных стратегий защиты растений.

## История
В 1927 году Общество кайзера Вильгельма приняло решение об основании института селекционных исследований в Мюнхеберге, к востоку от Берлина, и назначить Эрвина Баура его первым директором. Баур был генетиком растений и считается основателем вирусологии растений и первооткрывателем пластидной наследственности. Он заложил основы генетики львиного зева. Под его руководством в Мюнхебергском институте были созданы новые сорта, такие как сладкий люпин. После смерти Баура в декабре 1933 года Бернхард Хусфельд взял на себя временное руководство, пока весной 1936 года директором института не был назначен Вильгельм Рудорф.
В марте-апреле 1945 года институт был переведен в Волдгсен Хамельнского района. Институт, первоначально основанный и управляемый Обществом развития науки кайзера Вильгельма, с 1948 года перешёл под Общество Макса Планка. С 1951 года он носит своё нынешнее наименование. В 1956 году он переехал в Кёльн на территорию поместья Фогельсанг. После выхода Рудорфа на пенсию в 1961 году институт претерпел первую серьёзную переориентацию под руководством Йозефа Штрауба. Фокус научной работы сместился с преимущественно прикладного сектора на фундаментальные исследования. Ученые института разработали методы культивирования клеток и тканей высших растений. После выхода на пенсию Йозефа Штрауба и Вильгельма Менке (директор института с 1968 года) новыми директорами в период с 1978 по 1985 год были назначены Йозеф Шелл, Хайнц Заедлер, Клаус Хальброк и Франческо Саламини. Фокус деятельности сместился к фундаментальным молекулярно-генетическим исследованиям и к их применению в селекции растений. Он был расширен за счет назначения Пола Шульце-Леферта и Джорджа Коупленда директорами института. В 1998 году в институте разразился скандал с подделками документов.

## Отделы
Исследовательские отделы института работают над вопросами эволюции растений, генетической схемы растений, их развития и взаимодействия с окружающей средой.

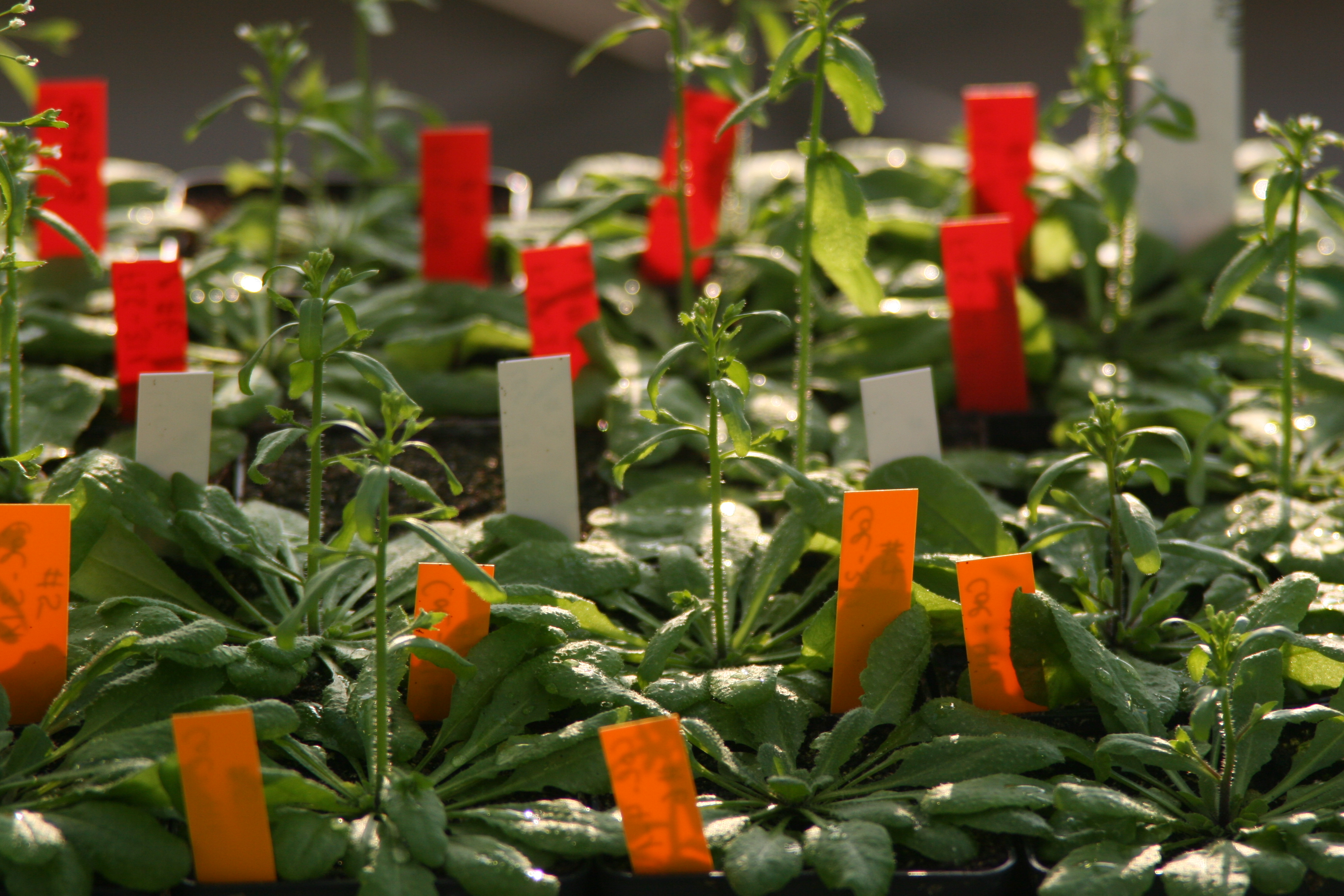
Экспериментальные растения полевого кресс-салата в теплице

Под руководством Пауля Шульце-Леферта (Paul Schulze-Lefert) отдел молекулярной фитопатологии исследует, как растения взаимодействуют с вредными для них микроорганизмами, такими как грибы и бактерии, и какие защитные реакции они выработали против болезней. Исследователи уделяют особое внимание молекулярным механизмам обработки сигналов в модельных организмах кресс-салата и в отдельных сельскохозяйственных культурах.
Отдел сравнительной генетики развития, возглавляемый Милтосом Циантисом (Miltos Tsiantis), изучает, как генотипы транслируются в организменные формы посредством процесса морфогенеза и как баланс между консервацией и дивергенцией в морфогенетических регуляторных сетях приводит к образованию различных организменных форм в ходе эволюции.
Отдел биологии развития растений, возглавляемый Джорджем Коуплендом (George Coupland) изучает, как передаются сигналы из окружающей среды и влияют на сроки цветения. Особый интерес представляют механизмы, которые позволяют растениям чувствовать сезонные изменения продолжительности дня и в ответ инициировать образование цветов. Модельными организмами служат культурный кресс-салат, а также ячмень обыкновенный и многолетние виды растений.
Отдел хромосомной биологии, возглавляемый Рафаэлем Мерсье (Raphael Mercier), расшифровывает молекулярные механизмы рекомбинации и то, как рекомбинация влияет на адаптацию. Конечная цель этого отдела — понять мейоз и предложить инновации в селекции растений.